# Autobahn (nummer)
"Autobahn" is een nummer van de Duitse band Kraftwerk. Het nummer werd uitgebracht op hun gelijknamige album uit 1974. In mei 1975 werd het nummer uitgebracht als de tweede single van het album.

## Achtergrond
De instrumentatie op "Autobahn" was in 1974 zeer innovatief te noemen. Het had een grote invloed op vele genres binnen de elektronische muziek en de dance die zouden volgen. Zo waren er onder meer elektronische percussie, een Moogbas, phasing, vocoders en de binnen de krautrock veel gebruikte motorik te horen. Ook werden er enkele akoestische instrumenten te horen, waaronder een gitaar en een fluit. Kraftwerk heeft het nummer vaak gespeeld tijdens hun concerten, waarbij de live-arrangementen steeds veranderden zodat deze passen bij de nieuwe instrumenten.
"Autobahn" is het eerste nummer van Kraftwerk dat vocalen bevatte; de bekendste regel luidt "Wir fahren, fahren, fahren auf der Autobahn" (We rijden, rijden, rijden op de Autobahn). Deze zin werd in het Engels verkeerd verstaan als "Fun, fun, fun on the Autobahn" (Plezier, plezier, plezier op de Autobahn) en werd begrepen als referentie naar het nummer "Fun, Fun, Fun" van The Beach Boys uit 1964. Bandlid Wolfgang Flür zei hier later over: "Nee! Iemand vertelde mij dat zij dachten dat het Duitse woord 'fahren', dat rijden betekent, lijkt op het Engelse woord 'fun'. Dat is fout. Maar het werkt. Rijden is leuk. Wij hebben geen snelheidslimiet op de Autobahn, we kunnen racen over de snelwegen, door de Alpen, dus ja, fahren fahren fahren, fun fun fun. Maar het had niets te maken met de Beach Boys! We reden vaak, we luisterden naar het geluid van rijden, de wind, de passerende auto's en de vrachtwagens, de regen, elk moment lijken de geluiden om je heen te veranderen, en het idee was om dat idee te bouwen om de synthesizers heen." In tegenstelling tot de meeste populaire nummers van de band, nam Kraftwerk "Autobahn" nooit op in een andere taal dan het Duits.
Als titeltrack van het album Autobahn duurt het nummer ruim 22 minuten. Later werd een versie van 3 minuten en 28 seconden uitgebracht op single, waarmee zij de eerste hit uit hun carrière scoorden, met een negende plaats in Duitsland, een twaalfde plaats in Nederland en een verrassende 25e plaats in de Verenigde Staten. Een andere versie met een lengte van 3 minuten en 5 seconden werd in het Verenigd Koninkrijk op single uitgebracht en behaalde hier de elfde plaats. Er bestaan een aantal covers van het nummer, gemaakt door Gorefest, Señor Coconut, het Balanescu Quartet, Rick Moranis en Shadowy Men on a Shadowy Planet. Kraftwerk zelf nam een nieuwe versie van het nummer op voor hun compilatiealbum The Mix uit 1991.

## Hitnoteringen

### Nederlandse Top 40
| Hitnotering: 28-06-1975 t/m 09-08-1975 | Hitnotering: 28-06-1975 t/m 09-08-1975 | Hitnotering: 28-06-1975 t/m 09-08-1975 | Hitnotering: 28-06-1975 t/m 09-08-1975 | Hitnotering: 28-06-1975 t/m 09-08-1975 | Hitnotering: 28-06-1975 t/m 09-08-1975 | Hitnotering: 28-06-1975 t/m 09-08-1975 | Hitnotering: 28-06-1975 t/m 09-08-1975 | Hitnotering: 28-06-1975 t/m 09-08-1975 |
| Week                                   | 1                                      | 2                                      | 3                                      | 4                                      | 5                                      | 6                                      | 7                                      |                                        |
| -------------------------------------- | -------------------------------------- | -------------------------------------- | -------------------------------------- | -------------------------------------- | -------------------------------------- | -------------------------------------- | -------------------------------------- | -------------------------------------- |
| Positie                                | 28                                     | 17                                     | 14                                     | 12                                     | 22                                     | 26                                     | 36                                     | uit                                    |

### Nationale Hitparade
| Hitnotering: 05-07-1975 t/m 26-07-1975 | Hitnotering: 05-07-1975 t/m 26-07-1975 | Hitnotering: 05-07-1975 t/m 26-07-1975 | Hitnotering: 05-07-1975 t/m 26-07-1975 | Hitnotering: 05-07-1975 t/m 26-07-1975 | Hitnotering: 05-07-1975 t/m 26-07-1975 |
| Week                                   | 1                                      | 2                                      | 3                                      | 4                                      |                                        |
| -------------------------------------- | -------------------------------------- | -------------------------------------- | -------------------------------------- | -------------------------------------- | -------------------------------------- |
| Positie                                | 22                                     | 16                                     | 17                                     | 25                                     | uit                                    |

### NPO Radio 2 Top 2000
| Nummer met noteringen in de NPO Radio 2 Top 2000 | '99 | '00 | '01 | '02 | '03 | '04 | '05 | '06 | '07 | '08 | '09 | '10 | '11 | '12 | '13 | '14 | '15 | '16 | '17 | '18 | '19  | '20  | '21  | '22  | '23  | '24  |
| ------------------------------------------------ | --- | --- | --- | --- | --- | --- | --- | --- | --- | --- | --- | --- | --- | --- | --- | --- | --- | --- | --- | --- | ---- | ---- | ---- | ---- | ---- | ---- |
| Autobahn                                         | 347 | 344 | 357 | 577 | 585 | 484 | 656 | 607 | 872 | 611 | 643 | 737 | 746 | 464 | 452 | 705 | 732 | 757 | 858 | 906 | 1105 | 1145 | 1294 | 1377 | 1460 | 1210 |

1. ↑  Een vetgedrukt getal geeft de hoogste notering aan.